# Gerino
Gerino (también Warin, Guerin, Gerinus, Varinus; Autun, siglo VII - Arrás, 677) fue conde de Poitiers y de París borgoñés y mártir de los francos. Hijo de santa Sigrada y el hermano de Leodegario. Fue padre de san Leudwinus.
En 677, Gerino fue apedreado hasta morir cerca de Arrás, debido a una disputa entre su hermano Leodegario y Ebroino, mayordomo de palacio de Neustria.

## Vida
Gerino nació en Autun, Borgoña. Era hijo de Bodilon, conde de Poitiers y de Sigrada de Alsacia, hermana de Didon de Poitiers y de Berswinda, esposa de Atalrico de Alsacia. Es considerado el fundador de la familia noble de los Guidoni.
Es el primer señor conocido de la casa de Vergy, que lleva el nombre del castillo de Vergy en Côte-d'Or.
Como noble, Gerino pasó su infancia en la corte de Clotario II.
Se casó con Gunza de Tréveris, una noble franca. Su esposa provenía de una influyente familia franca y era hermana de san Basino de Tréveris. Tuvieron tres hijos:
- Doda de Poitiers (c. 659 - c. 678)
- Leudwinus, conde de Poitier (660-722)
- Grimgert, conde de París (n. c. 667)

Léger se hace enemigo de Ebroino el mayordomo de palacio de Neustria, que lucha contra el acercamiento deseado por Léger entre Burgundia y Austrasia. Leger y Warin son asesinados, Warin el primero.
Ebroino habría ordenado apedrear a Guérin en 669 según Quillot, o hacia 674. Aun así, según Quillot, fue apedreado en el mismo lugar de la asamblea reunida por Ebroino para "juzgarle", probablemente en el castillo de Vergy, lugar que conserva desde hace mucho tiempo su tumba y sus reliquias. Dicha tumba estaría ubicada debajo de la iglesia de la abadía de Saint-Vivant de Vergy.